# Cricket Namibia
Cricket Namibia (auch häufiger als Namibia Cricket Board bezeichnet) wurde 1989 gegründet und 1990/92 vom International Cricket Council anerkannt. Cricket Namibia ist der Dachverband des namibischen Cricket und organisiert sowohl die zwei höchsten nationalen Spielklassen und Jugendligen als auch die Spiele der namibischen Cricket-Nationalmannschaften.

## Aufgabe
Cricket Namibia stellt die Namibia vertretenden Cricket-Nationalmannschaften, einschließlich der für die Männer, Frauen und Jugend, zusammen. Der Verband ist außerdem für die Durchführung von ODI- und T20I-Serien gegen andere Nationalmannschaften sowie die Organisation von Heimspielen und -turnieren verantwortlich. Neben der Aufstellung des Teams kümmert er sich auch um den Kartenverkauf, die Gewinnung von Sponsoren und die Vermarktung der Medienrechte.
Daneben organisiert der Verband das Kinder- und Jugend-Cricket in Namibia. Wie andere Cricketnationen verfügt Namibia über U-19-Nationalmannschaften für Jungen und Mädchen, die an den entsprechenden Weltmeisterschaften (Jungen und Mädchen) teilnehmen.
Zu den Verbandsaufgaben gehört auch die Austragung internationaler Turniere. So ist Cricket Namibia, gemeinsam mit Simbabwe und Südafrika, Gastgeber des Cricket World Cup 2027 sowie gemeinsam mit Simbabwe Gastgeber der ICC U19-Cricket-Weltmeisterschaft 2026.

## Geschichte
Die Geschichte des Cricket in Namibia geht auf das Jahr 1915 zurück. Das erste Spiel fand zwischen südafrikanischen Soldaten und ihren Gefangenen statt. Eine erste Liga wurde 1991 ins Leben gerufen. 1958 fanden die ersten Länderspiele gegen Südafrika statt. Um 1960 wurde die Südwestafrikanische Cricket Union (South West African Cricket Union) als Vorgänger des Namibia Cricket Board gegründet. Zwischen 1962 und 1989 fanden 130 Spiele gegen die südafrikanischen Provinzen statt, wovon 31 gewonnen wurden. 1989 wurde das Namibia Cricket Board formal gegründet. 1992 erfolgte die Aufnahme als assoziiertes Mitglied in den International Cricket Council (ICC). Der namibische Verband war außerdem im Jahr 1997 Gründungsmitglied des Kontinentalverbandes Africa Cricket Association (ACA).
Im November 2022 wurde der Bau eines nationalen Cricketstadions in Windhoek angekündigt.
Der Verband gewann 2021 und 2022 als bester Sportverband die Auszeichnung bei den Namibia Annual Sports Awards.

## Logo
Das Logo von Cricket Namibia zeigt einen roten Cricketball vor zwei geschwungenen blauen Linien, während das Emblem der namibischen Cricket-Nationalmannschaft einen in Blau stilisierten Schreiseeadler mit dem Schriftzug NAMIBIA in Blau darüber zeigt.

## Nationale Ebene

### Vereine
Beim namibischen Cricket Board sind mit Stand 2021 die folgende 14 Vereine registriert:
- Blue Waters CC, Walvis Bay
- Gobabis CC, Gobabis
- Green Mambas CC, Windhoek
- JCCA Knights, Walvis Bay
- NDF CC, Windhoek
- Northern Leopards CC, Outjo
- Otjiwarongo CC Tornados, Otjiwarongo
- Sparta CC, Walvis Bay
- Trustco United CC, Windhoek
- UNAM CC, Walvis Bay
- Wanderers CC, Windhoek
- Welwitschia Cricket Sub Union, Walvis Bay
- WHS CC, Windhoek
- Zebras CC, Windhoek

### Ligen
Seit 1990 richtet Cricket Namibia verschiedene Ligen aus, unter anderem für Männer und Jugendliche, seit 2010 auch für Frauen.
- Namibia Premier League T20
- Namibia Premier League 50 Overs
- Namibia First League Central T20
- Namibia First League Central 40 Overs
- Namibia First League Coastal T20
- Namibia First League Coastal 40 Overs
- Namibia Second Division T20
- Namibia Second Division 30 Overs

## Internationale Ebene

### Nationalmannschaften
Namibia nahm 1994 das erste Mal an internationalen vom International Cricket Council organisierten Turnieren teil. Das namibische Team gewann gleich beim ersten Turnier, der ICC Trophy in Kenia 1994, die Philip Snow Trophy. Drei Jahre später enttäuschte die namibische Mannschaft in Malaysia. 2001 gelang Namibia der Durchmarsch und damit die erfolgreiche Qualifikation für den Cricket World Cup 2003 in Südafrika, belegte dort jedoch den letzten Platz. Danach scheiterte Namibia jedoch in der Qualifikation für die Cricket World Cups. Die Mannschaft nahm erstmals 2021 an einem ICC Men’s T20 World Cup teil und erreichte dort die direkte Qualifikation für den T20 World Cup 2022.

### Erfolge
- ICC Intercontinental Shield 1. Platz 2009/10
- Teilnahme am Cricket World Cup 2003, T20 World Cup 2021 (Super 12), T20 World Cup 2022,  T20 World Cup 2024
- Gewinn der Philip Snow Trophy 1994